# بوردکرایس
بوردکرایس (به آلمانی: Bördekreis) یک ناحیه در آلمان است که در زاکسن-آنهالت واقع شده‌است. بوردکرایس ۷۸٬۶۶۲ نفر جمعیت دارد.